# Habsburský zákon
Takzvaný Habsburský zákon (něm. Habsburger-Gesetz, zkr. HabsG, oficiálně StGBl 209/1919) je právní předpis z roku 1919 upravující náležitosti týkající se vyhoštění členů panovnického rodu lotrinských Habsburků z Rakouska a převzetí jejich majetku po první světové válce.

## První republika – Rakousko
Císař Karel I. byl po vydání Manifestu národům z 11. listopadu - a poté po vyhlášení rakouské republiky 12. listopadu 1918 - postaven před volbu formálně buď abdikovat a zůstat v Rakousku jako občan republiky, nebo neabdikovat a vycestovat, případně být internován.
Po Karlově vycestování do Švýcar, při kterém 24. března 1919 ve Feldkirchském manifestu Karel své prohlášení o vzdání se nároku odvolal, schválil parlament Státu Německé Rakousko, z podnětu tehdejšího státního kancléře Dr. Karla Rennera Zákon upravující vyhoštění a převzetí majetku rodu Habsbursko-Lotrinského (něm. Gesetz betreffend die Landesverweisung und die Übernahme des Vermögens des Hauses Habsburg-Lothringen) ze 3. dubna 1919.
Někdejší nositel koruny, jenž žil v zahraničí, byl ze země vyhoštěn natrvalo. Ostatní členové rodiny jen v případě, že se nevzdají příslušnosti k dynastii Habsburků s jejich panovnickými nároky a nepřihlásí se k občanství republiky. Státní majetek, který byl dříve užíván císařským dvorem, byl převzat státem jako erární. Soukromý a rodinný majetek rodiny Habsburků, zejména ten ve správě hlavy rodu, byl rovněž zabaven a převeden do vlastnictví státu. Soukromé osobní vlastnictví zůstalo nedotčeno.
Schválením Zákona o zrušení šlechty bylo rovněž 3. dubna 1919 zrušeno šlechtictví v Německém Rakousku.

## Rakouský stavovský stát a doba nacismu
Habsburský zákon byl za úřadování spolkového kancléře Kurta Schuschnigga 13. července 1935 na čas austrofašistického stavovského státu degradován z ústavního článku na obyčejný zákon a zrušoval členům bývalé dynastie zákaz vstupu do země. Rodinný zásobovací fond Habsburské rodiny byl znovu obnoven, a fondu navrácen značný majetek.
Po anšlusu Rakouska k Německé říši vydal říšský zástupce Arthur Seyss-Inquart nařízení jako šéf Rakouské zemské vlády (něm. Österreichische Landesregierung), dne 14. března 1939 na základě osobního příkazu Vůdce Zákon o zrušení vydání majetku rodině Habsbursko-Lotrinské, jímž majetek bez náhrady připadl Zemi Rakousko, součásti nacistického Německa.

## Druhá republika
Druhá republika v roce 1945 znovu uvedla v platnost Spolkovou ústavu z let 1920/1929 se stanovisky z roku 1933 a tím automaticky též Habsburský zákon z roku 1919. Převáděcím ústavním zákonem byly všechny ústavní zákony vydané v letech 1933 až 1945 a všechny obyčejné zákony, které byly neslučitelné s ústavou platnou do roku 1933, zrušeny. Tím byla obnoven právní stav první republiky v plném rozsahu.
Vyvlastnění uskutečněné v roce 1939 nemohlo být dosud popřeno, neboť vlastníci Habsburského majetku v roce 1938 (fondy), po roce 1945 v nadacích a fondech není uváděn jako obnovitelný nález, tím pádem nemohl být znovu zřízen a podle rozdílných nejvyšších soudních rozhodnutí nevznikl jednotlivým členům rodiny žádný právní nárok. Právní nárok by býval vznikl pouze u obnovitelných nálezů. Roku 1955 se Habsburský zákon na výslovnou žádost SSSR stal součástí rakouské státní ústavy.
V mnoha mezinárodních dohodách po roce 1945 (Úmluva o lidských právech, antidiskriminační dohody, atd.) si rakouská republika vymohla právo, aby nemusela tyto úmluvy plně respektovat, pokud se týká členů rodiny Habsburků v Rakousku.
Od roku 1960 podepsalo množství členů rodiny habsbursko-lotrinské prohlášení o zřeknutí se nároku na rakouský trůn. V roce 1961 je podepsal i hlavní představitel rodiny Ota Habsbursko-Lotrinský. Přijetí dokumentu se však kvůli tzv. „habsburské krizi” zpozdilo, neboť byla popřena právní platnost prohlášení. Až 31. října 1966 bylo Ottovi Habsburskému dovoleno poprvé se znovu vrátit do rodného Rakouska. V souvislosti s tím pokládala rakouská národní rada za nutné většinou hlasů poslanců za SPÖ a FPÖ autenticky interpretovat Habsburský zákon. Bez prohlášení o zřeknutí se nároku bylo v roce 1982 poslední císařovně Zitě umožněno přicestovat, jelikož se do habsburské rodiny „pouze” vdala a nikdy by tudíž nemohla vznášet nárok na panovnická práva. V současnosti je Restaurace monarchie v Rakousku nerealizovatelná.[zdroj?]
Kromě toho byli členové rodu Habsburků a další rody, "jež kdysi vládly", podle čl. 60 odst. 3 spolkové ústavy vyloučeni z možnosti zastávat úřad spolkového prezidenta. Toto ustanovení bylo z volebního zákona v roce 2011 (tj. po 92 letech) vypuštěno.
Rodina však stále právní cestou usiluje o zrušení platnosti diskriminačního Habsburského zákona. Finanční požadavky (z toho například zámky, činžovní domy ve Vídni a přibližně 27 000 hektarů polností s celkovou hodnotou vyčíslenou na 200 milionů euro) jsou značné. Tyto nároky však byly až doposud v soudní praxi rakouského nejvyššího soudu z formálních důvodů zamítány nebo vraceny k přezkoumání.
Z právního hlediska je tato otázka stále otevřená, vyhlášením vyvlastňovacích ustanovení roku 1919, ovšem vyvlastněním uskutečněným již téhož roku byl naplněn jeho právní účel, čímž pozbyly právní účinnost, pokud se týká trvalého zákazu vrácení majetku.
Ve zprávě komise historiků, zasedající v letech 1998–2003, byl soudní instancí takovýto zákaz navrácení zamítnut na takovýto zákaz navrácení nahlíží jako na evidentní.
Rozhodčí instance Všeobecného odškodňovacího fondu (rozsudky 5/2004, 6/2004, 7/2004) požadavky rodiny Habsburků prohlásila z ústavněprávních resp. z důvodů mezinárodního práva za nekompetentní. Rakouský ústavní soud se v jedné z následných stížností rodiny Habsburků s přihlédnutím k rozhodnutím rozhodčí instance rovněž prohlásil za nekompetentní, přičemž předseda rakouského ústavního soudu Korinek upozornil rodinu Habsburků na možnosti žaloby u civilního soudu – zjevně pod smyšlenkou, že jim rodinný zabezpečovací fond roku 1938 nenáležel, a tudíž nebylo nutné znovu jej zřizovat a stále jim ještě náleží. O nové rozhodnutí jiné rakouské instance již rodina nepodala další žádost.

### Zákon o vypovězení ze země: vývoj od roku 1960

#### Habsburská názorová krize 1962 / 1963
Od roku 1960 podepsali někteří členové domu habsbursko-lotrinského, kteří tak doposud neučinili, prohlášení o zřeknutí se nároku. V roce 1961 podepsal prohlášení i tehdejší hlavní představitel rodiny, císařův syn Otto Habsburský.
Jeho příjezd zdržovaly průtahy způsobené tzv. Habsburskou krizí: Spolkové vládě předsedy Alfonse Gorbacha, jež měla posoudit, zda je takové prohlášení dostatečné a následně zapojit hlavní výbor Národní rady, se nedařilo vydat žádné rozhodnutí kvůli odporu ministrů SPÖ proti vcestování. Kvůli váhavosti vlády Otta podal návrh ke Správnímu soudnímu dvoru, který uznal prohlášení jako dostatečné. SPÖ v souvislosti s tím hovořila o „justičním puči“, neboť soudní dvůr rozhodl nejen za vládu, ale také za příslušný hlavní výbor Národní rady. SPÖ a FPÖ proto 4. července 1963 přijaly proti vůli spolkového kancléře ÖVP autentický výklad původního Habsburského zákona z roku 1919. Nyní byl jednoznačně doplněn: Stanovení, zda toto prohlášení může být uznáno jako dostačující, přísluší spolkové vládě ve shodě s Hlavním výborem Národní rady. Otto Habsbursko-Lotrinský 31. října 1966 poprvé opět přicestoval. V té době již úřadovala vláda Josefa Klause, vláda samotné ÖVP s absolutní většinou v Národní radě.

#### 1980: Potvrzení neplatnosti zákazu pro později narozené
Zákaz vstupu na území republiky pro nedostatky prohlášení o zřeknutí se nároku platil pouze pro členy rodiny, kteří byli narození již před vstoupením Habsburského zákona v platnost, nikoli však pro členy rodiny narozené po 10. dubnu 1919 v zahraničí. To bylo stvrzeno v roce 1980 výnosem Správního soudního dvora na žádost Rudolfa Syringa Habsbursko-Lotrinského, narozeného 5. září 1919 ve Švýcarsku (ex)císařskému páru Karlovi a Zitě.[zdroj?]

#### 1982: Potvrzení neplatnosti zákazu pro přiženěné/přivdané členy
Bez prohlášení o zřeknutí se nároku bylo v roce 1982 vládou Bruna Kreiského poslední císařovně Zitě Habsbursko-Lotrinské povoleno vcestování, neboť se do domu Habsburského pouze přivdala a nikdy by tak nemohla uplatňovat panovnické nároky.

#### 1996: Zákaz vcestování prohlášen za mrtvý zákon
V roce 1996 prohlásila Spolková vláda Viktora Klimy § 2 Habsburského zákona jako mrtvý zákon, neboť odkazoval pouze na dvě osoby (Karla Ludvíka a Felixe), a následně oběma udělil povolení k vcestování.
S Pozměňovacím zákonem volebního práva 2011 (Wahlrechtsänderungsgesetz 2011) byla změněna i ústavní nařízení týkající se rodiny Habsbursko-Lotrinské. Tím měly být požadavky § 2 Habsburského zákona formálně zrušeny. Kvůli rozptýlení obav z možné kandidatury členů rodiny Habsburků ve volbách na spolkového prezidenta, byla vydána prejudice ohledně habsburských požadavků na navrácení vyvlastněného rodinného fondu. V roce 2011 bylo zdůrazněno, že znění týkající částí od zrušení vyloučení „Pasivního volebního práva“ ve volbách do úřadu (rakouského) spolkového prezidenta, po „Zákon ohledně vypovězení ze země a vyvlastnění majetku rodiny habsbursko-lotrinské, státního zákona 209/1919“ zůstává nezměněný.

## Diskuse
V diskusi o tématu se přímluvci odvolávali na to, že „Habsburkové” měli svou vinu na první světové válce. Odňatý majetek je tudíž pouze symbolickou kompenzací vyvlastněním za války vzniklých škod.
Zastánci navrácení rodinných fondů argumentují tím, že zamýšlené uplatnění výtěžku z majetku na základě tzv. Habsburského zákona k odškodnění je pouze zástěrka, neboť nikdo z poškozených z první světové války již nežije. Kromě toho uvádějí, že habsbursko-lotrinská rodina neměla vinu na vypuknutí první světové války, neboť se jednalo o politické rozhodnutí císaře Františka Josefa I., jenž rozhodl jako panovník bez porady nebo přímluvy členů rodiny. Jedná se tudíž z pohledu některých lidí o dnes již nezákonnou mstu a o nerovnocenné zacházení, neboť žádná jiná rakouská šlechtická rodina vyvlastněna nebyla.